# Stor-Elvdal
Stor-Elvdal est une kommune de Norvège. Elle est située dans le comté d'Innlandet.